# Michael Deuringer
Michael Deuringer (* 23. April 1828 in Bannacker; † 4. März 1908 in Gersthofen) war Landwirt, Bürgermeister und Mitglied des Deutschen Reichstags.

## Leben
Deuringer besuchte die Volksschule und unternahm umfangreiche Reisen. Er betätigte sich als Landwirt und wurde Bürgermeister von Gersthofen. Deuringer war II. Vorstand des landwirtschaftlichen Vereins und im Kreiskomité und engagierte sich 1882 bei der Gründung des Spar- und Darlehenskassenvereins Gersthofen.
Von 1875 bis 1899 war er Mitglied der Bayerischen Kammer der Abgeordneten. Von 1887 bis 1890 und von 1893 bis 1898 war er Mitglied des Deutschen Reichstags zunächst für den Wahlkreis Schwaben 1 (Augsburg), anschließend für den Wahlkreis Schwaben 3 (Dillingen, Günzburg, Zusmarshausen) und die Deutsche Zentrumspartei.